# Provençaalse erebia
De Provençaalse erebia (Erebia scipio) is een vlinder uit de onderfamilie Satyrinae van de familie Nymphalidae, de vossen, parelmoervlinders en weerschijnvlinders.
De Provençaalse erebia komt voor van de Drôme en de Vaucluse tot en met de Franse Alpen en aangrenzende delen van Italië. De vlinder vliegt op hoogtes van 1400 tot 2500 meter boven zeeniveau. De soort leeft op steile rots- en puinhellingen van kalksteen met kleine plukjes grasland.
De soort vliegt in een jaarlijkse generatie in juli en augustus. Als waardplant is alleen Heliotrichon sedense bekend.